# SummerSlam (2008)
SummerSlam 2008 était le vingt-et-unième SummerSlam, pay-per-view de catch de la World Wrestling Entertainment et s'est déroulé le 17 août 2008 au Conseco Fieldhouse d'Indianapolis dans l'Indiana
La musique officiel du PPV est Ready To Roll de Jet Black Stare.
Sept matchs, dont quatre mettant en jeu les titres de la fédération, ont été programmés. Chacun d'entre eux est déterminé par des storylines rédigées par les scénaristes de la WWE ; soit par des rivalités survenues avant le pay-per-view, soit par des matchs de qualification en cas de rencontre pour un championnat. L'événement a mis en vedette les catcheurs des divisions Raw, SmackDown et ECW créées en 2002 lors de la séparation du personnel de la WWE en deux promotions distinctes.
Le main-event de la soirée fut un Hell In A Cell match entre Edge et The Undertaker, tous deux venant de la division SmackDown. L'autre match principal est celui entre Batista et John Cena eux venant de la division RAW. Trois matchs simples ont été programmés pour les titres. Le premier fut celui entre Triple H et The Great Khali pour le WWE Championship, le second fut celui opposant JBL et CM Punk pour le World Heavyweight Championship et enfin un match entre Mark Henry et Matt Hardy pour le ECW Championship.
Le Intergender Tag Team match reçu l'appellation de Adamle Original en référence au general manager de RAW, connu pour ses gaffes.
15 000 personnes ont réservé leur place pour assister au spectacle, tandis que, environ, 100 000 personnes ont suivi la rencontre par pay-per-view. Le DVD du spectacle est sorti au début du mois de septembre 2008. Ce SummerSlam a reçu un bilan très mitigé des critiques, notamment à cause des matchs pour les titres mondiaux.

## Contexte
Les spectacles de la World Wrestling Entertainment en paiement à la séance sont constitués de matchs aux résultats prédéterminés par les scénaristes de la WWE. Ces rencontres sont justifiées par des storylines - une rivalité avec un catcheur, la plupart du temps - ou par des qualifications survenues dans les émissions de la WWE telles que RAW et SmackDown. Tous les catcheurs possèdent un gimmick, c'est-à-dire qu'ils incarnent un personnage face (gentil), heel (méchant) ou tweener (neutre, apprécié du public), qui évolue au fil des rencontres. Un pay-per-view comme Summerslam est donc un évènement tournant pour les différentes storylines en cours.

### Edge contre Undertaker
La principale rivalité de SmackDown est celle entre Edge et The Undertaker. Au début de l'année, les deux s'étaient combattus dans quatre PPV pour le World Heavyweight Championship. Les deux Superstars se sont combattus pour la dernière fois lors de One Night Stand (2008), dans un TLC match. Si le Deadman perdait il quittait la WWE. Edge a gagné, Undertaker doit donc quitter la WWE. Lors du SmackDown du 18 juillet, la Général Manager Vickie Guerrero, amante de Edge, se sont mariés. Mais à la fin du show, Triple H est arrivé et a révélé l'histoire d'amour secrète entre Edge et Alicia Fox, l'organisatrice du mariage. Lors de Great American Bash, durant le match entre Edge et Triple H, Vickie est intervenue dans le match, distrayant Edge et donnant la victoire à HHH. Le 25 juillet, Guerrero a annoncé qu'elle réintégre l'Undertaker et qu'ils se combattront à SummerSlam dans un Hell In A Cell.

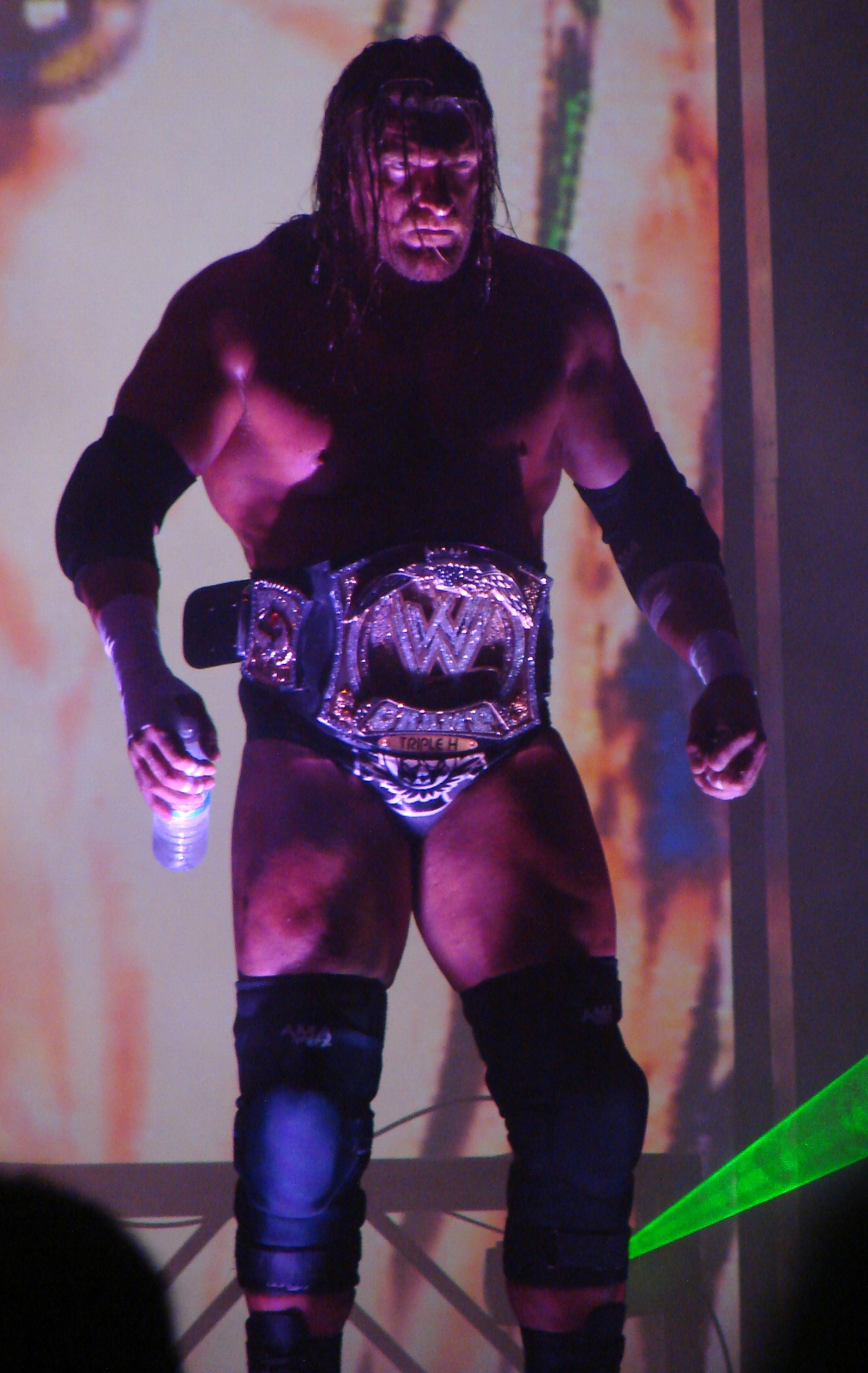
Triple H a affronté The Great Khali pour le WWE Championship.

### Triple H contre The Great Khali
L'autre rivalité de SmackDown était celle entre Triple H et The Great Khali pour le WWE Championship. Le 25 juillet, une bataille royale a lieu, le gagnant affrontera Triple H pour le titre à SummerSlam. Khali remporte le match qui comprenait `The Big Show, Jeff Hardy, MVP, Mr. Kennedy et Umaga.

### Batista contre John Cena
La rivalité principale de RAW est celle entre Batista et John Cena. Le 21 juillet à RAW, Batista fait face à CM Punk pour le World Heavyweight Championship en revanche du match de Great American Bash. JBL est arrivé dans l'arène pour éviter John Cena. Lorsque Cena semblait frapper JBL, il contra et Batista prit le coup à la place. Une bagarre alors éclatée entre les deux. La semaine suivante, Batista dit qu’il n'a aucun problème avec Cena. Plus tard, ils ont battu JBL et Kane dans un match par équipe. Le nouveau Général Manager de RAW, Mike Adamle, a annoncé que les deux hommes s'affronteront à SummerSlam, ce sera par ailleurs le premier match entre les deux lutteurs, présents depuis 6 ans dans la fédération. Les deux hommes ont remporté le World Tag Team Championship, détenu par Cody Rhodes et Ted DiBiase, Jr.. Ils ont perdu le titre dans un match revanche la semaine suivante.

### CM Punk contre JBL
L'autre rivalité de RAW était celle pour le World Heavyweight Championship entre CM Punk et JBL. JBL est devenu aspirant n°1 au titre quand il a battu Punk dans un match handicap qui comprenait aussi Chris Jericho.

### Mark Henry contre Matt Hardy
Lors de l’émission ECW du 22 juillet un fatal-four way match est organisé entre  The Miz, Johnny Morrison, Finlay et Matt Hardy. C'est ce dernier qui remporte le match et obtient une opportunité au titre de la ECW de Mark Henry à SummerSlam.

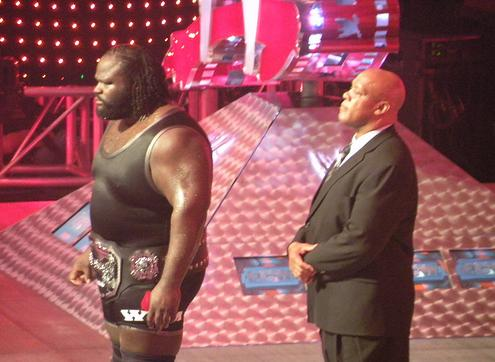
Mark Henry a conservé son ECW Championship.

## Déroulement du spectacle
Généralement, avant qu'un spectacle de catch ne démarre, la fédération organisatrice met en place un ou plusieurs matchs non télévisés destinés à chauffer le public. The Big Show, réalise le tombé sur Bam Neely, accompagné par Chavo Guerrero, Jr..

### Match préliminaires
Le premier match diffusé lors de la soirée fut celui entre Jeff Hardy et Montel Vontavious Porter. Durant le match, MVP a effectué une belly-to-belly suplex qui a réussi à faire sortir Hardy en dehors du ring. Plus tard, MVP a balancé Hardy en dehors du ring, celui-ci a essayé d'effectuer son rope-aided corner dropkick, mais Hardy a contré. Il s'est donc placé en position du Swanton Bomb, mais Shelton Benjamin est arrivé en la faveur de MVP, mais Hardy l'a vite esquivé. Hardy a raté son Swanton Bomb MVP a lors vite fait le tombé pour finalement gagné.

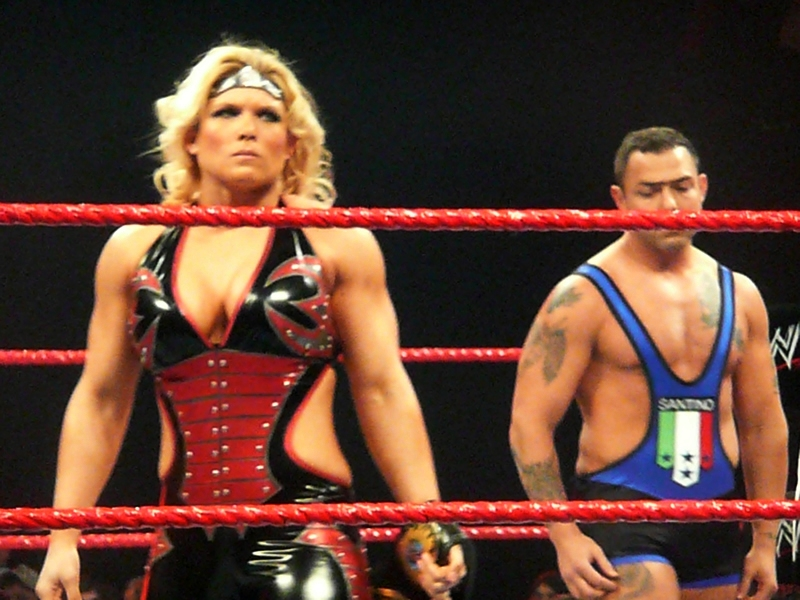
Glamarella ont remporté les titres féminin et Intercontinental.

Le second match était le Winners Take All mixed tag team match entre Santino Marella et Beth Phoenix contre la WWE Women's Champion Mickie James et le WWE Intercontinental Championship Kofi Kingston. Le match commence avec James et Phoenix. Plus tard, ils ont tous deux fait entrer leurs partenaires masculins, qui ont continué le match. En fin de compte, Marella a jeté Kingston sur la troisième corde et a été pris par un standing tornado DDT de James. Cela a permis à Phoenix de capitaliser et elle a effectué le Glam Slam à James avant de gagner le championnat féminin et Santino le Championnat Intercontinental.
Le pay-per-view a continué avec  Shawn Michaels qui est venu sur le ring avec sa femme Rebecca. Ce dernier annonce que, après avoir consulté ses médecins et sa famille, il avait décidé de, dans le scénario , prendre sa "retraite" de la lutte professionnelle en raison de toutes les blessures dont il avait souffert tout au long de sa carrière. Chris Jericho interrompt Michaels, et lui a dit de dire que s'il quitté la WWE et le catch, c'était à cause de Jericho, ce qu'il a fait. En représailles, Michaels insulta Jericho, en lui disanr "qu'il (Jericho) ne sera jamais Shawn Michaels". Comme Michaels et Rebecca étaient sur le point de quitter le ring, Jericho a arrêté Michaels et a tenté de le frapper, mais accidentellement frappé Rebecca dans le visage. Jericho a quitté le ring, Michaels et les médecins ont assisté Rebbeca, qui semblait avoir une lèvre enflée.
Le troisième match était celui entre Mark Henry et Matt Hardy pour le ECW Championship. Dès le début du match, Hardy a effectué un Twist of Fate à Henry et a tenté de faire le tombé, mais le manager de Henry, Tony Atlas, a tiré Hardy en dehors du ring et l'a agressé. Cela a forcé l'arbitre à demander une disqualification avec Hardy comme le vainqueur du match, sauf que les titres ne changent pas de main quand il y a une victoire par disqualification, Henry a donc conservé son titre ECW. Comme Atlas a agressé Matt Hardy, Jeff Hardy est intervenu pour de son frère et a fait une Swanton Bomb à Atlas duextérieur. Les Hardys ont ensuite effectués une double-suplex sur Henry.

### Match principaux

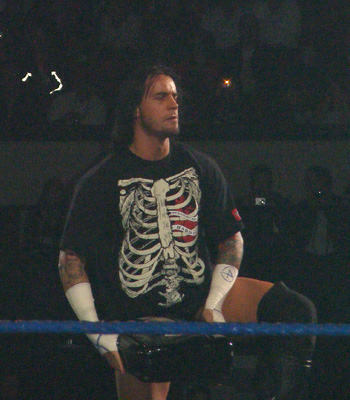
CM Punk a conservé son World Heavyweight Championship.

Le quatrième match de la soirée était le match préliminaire de RAW qui a vu CM Punk défendre le World Heavyweight Championship contre John "Bradshaw" Layfield dans un match simple. La têtes des deux hommes sont entrés en collision durant le match, entraînant un blood-job à Punk. Après avoir dominé la majorité du match, JBL a été battu par un GTS (Go To Sleep) de Punk, qui conserve donc le titre.
Le prochain match était le match préliminaire de SmackDown, qui a vu Triple H défendre le WWE Championship contre The Great Khali. Le champion a été attaqué en début de match par un double-chokeslam de Khali - un mouvement normalement utilisé pour mettre fin aux matchs. Khali a contrôlé le match avec sa force, jusqu'à ce que Triple H a attaqué ses jambes. La fin est venue quand Khali a été victime de deux Pedigree, ce qui permet à Triple H de faire le tombé et de conserver le titre.

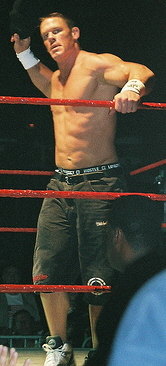
John Cena s'est blessé dans son match contre Batista.

L'avant-dernier match était l'événement principal de RAW, qui a vu la confrontation entre John Cena et Batista pour la première fois en pay-per-view. Chacun a effectué de nombreux mouvements de signature sur l'autre pour essayer de faire le tombé. Après avoir rendu hommage à son ancien mentor, Ric Flair, en utilisant son chop block et son figure four leglock , Batista a tenté de mettre fin au match, mais a été pris au piège par le STFU de Cena. Vers la fin du match, Cena a réussi à contrer une powerslam et a effectué le FU à Batista. À son tour, Batista a répliqué avec un top-rope leg drop puis un Batista Bomb. Batista a refait une Batista Bomb avant de gagner le match. Dans le match, Cena s'est blessé au cou.
Le main-event du pay-per-view était l'événement principal de SmackDown : Undertaker contre Edge dans un Hell in a Cell match. Edge a dominé une grande partie du match avec de nombreuses armes, y compris avec ses armes favorites, les tables, échelles et chaises. Undertaker a ensuite pris le contrôle et a frappé Edge à travers un "mur" de la cellule, ce qui provoqua que les deux hommes tomba en dehors de la structure, près des tables des annonceurs. Undertaker a marqué la victoire après un leg chock, puis un Chokeslam dévastateur à travers deux tables placées en dehors du ring, Le Taker a ensuite fait un Tombstone Piledriver. Après le match, Undertaker quittait l'arène après avoir gagné, mais a vu Edge se déplacer. Donc, il est retourné sur le ring pour en finir avec lui, et lui a fait un Chokeslam du haut d'une échelle à travers le centre du ring, à travers la toile.

## Résultats
| #                                                                | Match                                                                                      | Stipulation                                                                                              | Durée |
| ---------------------------------------------------------------- | ------------------------------------------------------------------------------------------ | --- | ----- |
| Dark                                                             | Big Show bat Bam Neely (w/Chavo Guerrero)                                                  | Match simple                                                                                             | 4:41  |
| 1                                                                | MVP bat Jeff Hardy                                                                         | Match simple                                                                                             | 10:21 |
| 2                                                                | Glamarella (Santino Marella et Beth Phoenix) battent Kofi Kingston (c) et Mickie James (c) | Intergender Tag Team Match pour le WWE Intercontinental Championship et pour le WWE Women's Championship | 5:35  |
| 3                                                                | Matt Hardy bat Mark Henry (c) par disqualification                                         | Match simple pour l'ECW Championship                                                                     | 00:31 |
| 4                                                                | CM Punk (c) bat JBL                                                                        | Match simple pour le World Heavyweight Championship                                                      | 11:09 |
| 5                                                                | Triple H (c) bat The Great Khali                                                           | Match simple pour le WWE Championship                                                                    | 9:18  |
| 6                                                                | Batista bat John Cena                                                                      | Match simple                                                                                             | 13:44 |
| 7                                                                | The Undertaker bat Edge                                                                    | Hell in a Cell Match                                                                                     | 26:43 |
| (c) désigne le(s) champion(s) défendant son titre dans le match. |                                                                                            | |       |

## Conséquences
Après que Edge ait été hors-d'action, la rivalité avec Undertaker a été réorienté vers une autre avec les autres membres de La Familia. Le 15 août à SmackDown, Vickie Guerrero a essayé de présenter ses excuses à Undertaker pour ses actions. Malgré cela, Undertaker a décidé de lancer une attaque à La Familia. La semaine suivante a vu Undertaker effectué un vœu de revanche au clan.

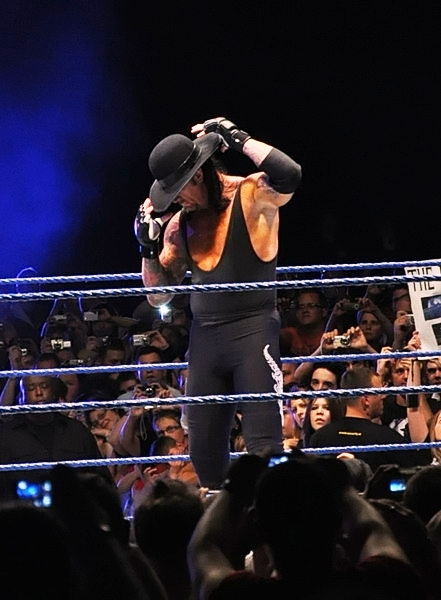
Le Hell in a Cell a été salué par les critiques.

Les deux principales rivalité de l'événement pour RAW ont été prévues pour continuer à Unforgiven, chacun des hommes étant impliqués dans un nouveau concept appelé le Scramble match pour le World Heavyweight Championship qui implique notamment Kane. Il a été révélé plus tard, cependant, que Cena a été victime d'une hernie discale. Rey Mysterio a donc remplacé Cena.
SmackDown a également présenté son propre Scramble match à Unforgiven avec Triple H qui défend son championnat de la WWE contre The Brian Kendrick, Shelton Benjamin, MVP et Jeff Hardy. En dépit de cela, la rivalité de Triple H avec The Great Khali a continué quand Triple H a aidé Jeff Hardy lors de son match de qualification pour le Scramble contre Khali avec un coup de chaise.
Un rematch entre Matt Hardy et Mark Henry a été fait lors du prochain épisode de la ECW, Henry a gagné grâce à Tony Atlas. Peu de temps après, Theodore Long a annoncé que ECW aurait son propre Scramble match à Unforgiven pour le Championnat de la ECW, Hardy a réussi à se qualifier avec The Miz, Chavo Guerrero, et Finlay.

## Réception
Le Conseco Fieldhouse a une capacité maximum de 18.345, mais cela a été réduit pour SummerSlam. L'événement a eu une fréquentation de 15.977, dont environ 13 000 personnes avaient payés une porte de 500 000 $.
Le Canadian Explorer Online a évalué l'ensemble de l'événement 6.5 sur 10, le même chiffre que SummerSlam 2007. Le Hell in a Cell s'est vu attribuer une note de 8,5 sur 10. Le match John Cena contre Batista, a été moins bien reçu et a été évalué à 6,5 sur 10. The Sun a donné a l'événement un bon chiffre, louant le Hell in a Cell match, la performance de Punk, l'angle Jericho / HBK et les commentaires de JR. Dans l'ensemble, ils ont évalué l'événement a 9 sur 10.